# Aufsichtsvorlage
Als Aufsichtsvorlage bezeichnet man das Ausgangsmaterial der Fotografie, der Reprografie und der Druckvorstufe, das nicht durchsichtig ist und nur unter Auflicht für den weiteren Prozess verwendet werden kann. Dazu gehören beispielsweise Fotos, Drucke, Malereien und Zeichnungen. Hierbei wird zwischen starren und flexiblen Aufsichtsvorlagen unterschieden.
Die Kameras und Scanner können nur das von der Vorlage reflektierte Licht verwerten. Bei der Aufnahme muss besonders auf eine gute Ausleuchtung und die Vermeidung störender Reflexionen und Spiegelungen geachtet werden. Abhilfe schafft der Einsatz von polarisiertem Licht mittels Polfiltern an der Lichtquelle und der Kamera.
Das Gegenteil ist eine Durchsichtsvorlage, beispielsweise ein Diapositiv.